# Каркано, Карло
Ка́рло Карка́но (итал. Carlo Carcano; 26 февраля 1891, Италия — 23 июня 1965) — итальянский футболист и тренер. В качестве игрока выступал за клуб «Алессандрия», провёл также пять матчей и забил один гол за сборную Италии. В качестве тренера руководил сборной Италии, которая с 1928 года по 1929 год провела под его руководством 6 матчей, из которых 3 выиграла, 1 свела вничью и 2 проиграла.

## Карьера
Карло родился в Маснаго, районе Варезе, но вырос в Милане. Увлекался футболом с раннего возраста. Был одним из основателей команды «Национале Ломбардия», и в 1913 году он перешёл в «Алессандрию», где первоначально, по его словам, «благодаря некоторому спортивному другу я свёл концы с концами и добился минимальных условий». Позднее стал капитаном команды и позволил себе размещение в том же пансионате, где останавливались товарищи по команде Савоярдо и Тикозелли. Жил в Алессандрии всю свою футбольную карьеру, а также сыграл несколько матчей с итальянской сборной на рубеже Первой мировой войны.

## Достижения
- Чемпион Италии: 1931, 1932, 1933, 1934